# Eggenstein-Leopoldshafen
Eggenstein-Leopoldshafen är en kommun i Landkreis Karlsruhe i regionen Mittlerer Oberrhein i Regierungsbezirk Karlsruhe i förbundslandet Baden-Württemberg i Tyskland.
Kommunen bildades 1 december 1974 genom en sammanslagning av kommunerna Eggenstein och Leopoldshafen.